# Minhaj-i Siraj Juzjani
Minhaj-al-Din Abu Amr Othman ibn Siraj-al-Din Muhammad Juzjani (conosciuto semplicemente come Minhaj-i Siraj Juzjani) (Ghowr, 1193 – India mamelucca, dopo il 1266) è stato uno storico persiano del XIII secolo.

## Biografia
Nel 1227 Juzjani emigrò a Ucch e, successivamente, a Delhi. Fu lo storico principale del sultanato mamelucco di Delhi, nell'India settentrionale. Juzjani scrisse anche della dinastia dei Ghuridi. Scrisse il Tabaqat-i Nasiri (1260 d.C.) per il sultano Nasiruddin Mahmud Shah di Delhi. Morì dopo il 1266.